# Juan Vicente Solís Fernández
Juan Vicente Solís Fernández (n. Heredia; 8 de agosto de 1892 - f. 16 de enero de 1973), religioso, tercer Obispo de la Diócesis de Alajuela.

## Actividad pastoral
Ordenado sacerdote el 22 de agosto de 1915. 
Ejerció su labor pastoral en parroquias como Alajuela, San Rafael de Heredia y San Ramón.
Diputado de 1928-1932 en el Congreso Constitucional (Párroco de San Ramón).
Construyó el actual Templo de San Ramón.

## Vida episcopal
Consagrado Obispo el 18 de agosto de 1940.
Siendo Obispo de Alajuela se crearon las Diócesis de San Isidro (1955) y de Tilarán (1961), que tomaron parte de su territorio diocesano.
Participación en las primeras sesiones del Concilio Vaticano II.
Apoyó a la acción social. (JOC y Vicentinos)
Mostró una gran apertura a comunidades religiosas:
Redentoristas, Franciscanos Conventuales de USA, Salesianas de M.ª Auxiliadora.
Fundador del I Seminario Menor de la Diócesis en el año de 1961, clausurado posteriormente en el año de 1968.
A su muerte fue nombrado Administrador Apostólico Sede Vacante Monseñor Enrique Bolaños Quesada.